# Nefertiabet
Nefertiabet ("Người đẹp của phương Đông") là một công chúa thuộc Vương triều thứ 4 trong lịch sử Ai Cập cổ đại. Bà có thể là một người con gái của pharaon Khufu.

## Mastaba G 1225
Không có một chút thông tin nào về danh tính cũng như thân thế của Nefertiabet. Nefertiabet chỉ được biết qua ngôi mộ G 1225, nơi mà bà được gọi là "Con gái của Vua". Tại phòng mộ, người ta tìm được những mảnh vỡ của cỗ quan tài bằng đá vôi và cái nắp phẳng. Một hố đặt rương đựng bình nội tạng nằm sát góc phòng; dưới sàn là những cái bát và hũ, bình. 

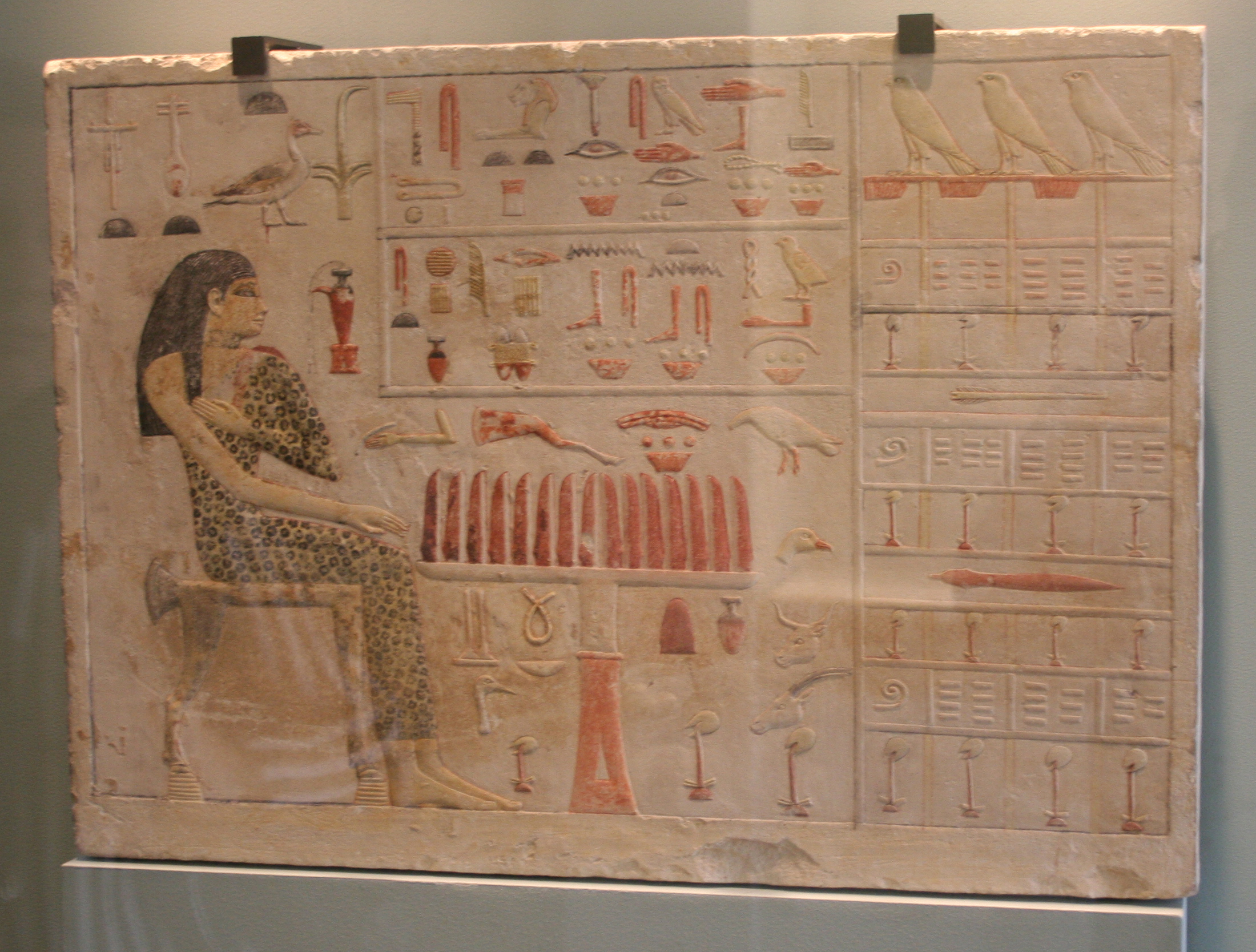
Tấm bia của Neferetiabet

Một bức tượng có mang tên của công chúa, được cho là tìm thấy tại G 1225 hoặc từ một ngôi mộ gần đó, hiện được lưu giữ tại một bảo tàng ở bang Munich, Đức. Một vật chứng được biết đến nhiều hơn là một tấm bia của Nefertiabet, hiện đang ở Bảo tàng Louvre, Pháp. Tấm bia mô tả Nefertiabet đang ngồi trên ngai, mặc một chiếc váy da báo, trước mặt bà là một bàn những món tế phẩm.